# Platerów (village)
Pour les articles homonymes, voir Platerów.
Platerów (prononciation : [plaˈtɛruf]) est un village polonais de la gmina de Platerów dans le powiat de Łosice de la voïvodie de Mazovie dans le centre-est de la Pologne.
Le village est le siège administratif (chef-lieu) de la gmina appelée gmina de Platerów.
Il se situe à environ 12 kilomètres au nord-est de Łosice (siège du powiat) et à 125 kilomètres à l'est de Varsovie (capitale de la Pologne).
Le village possède une population de 797 habitants en 2010.

## Histoire
De 1975 à 1998, le village appartenait administrativement à la voïvodie de Biała Podlaska.